# Ludwig Rompf
Ludwig Rompf (* 16. Dezember 1820 in Münchhausen (Driedorf) im Lahn-Dill-Kreis; † 20. April 1887 ebenda) war ein deutscher Landwirt und Mitglied des Provinziallandtages der Provinz Hessen-Nassau.

## Leben
Ludwig Rompf wurde als Sohn des Schultheißen Johann Jost Rompf (1789–1866) und dessen Ehefrau Catharine Kolb (1794–1860) geboren. Er war im väterlichen Landwirtschaftsbetrieb tätig, engagierte sich kommunalpolitisch und war von 1861 bis 1885 Mitglied des Bezirksrates des Amtes Herborn. Er wurde Erbe der Ländereien seines Vaters und gehörte damit zur Klasse der Höchstbesteuerten im Amt Herborn, wo er von 1868 an Mitglied des Kreistages des Lahn-Dill-Kreises war.
1885 kam er für den Abgeordneten Balthasar Münch in den Nassauischen Kommunallandtag für den Regierungsbezirk Wiesbaden bzw. in den Provinziallandtag der Provinz Hessen-Nassau und hatte von 1885/86–1887 einen Sitz im Kreisausschuss des Lahn-Dill-Kreises.
Rompf hatte am 6. Februar 1842 in Münchhausen mit Katharine Pfaff (1816–1887) die Ehe geschlossen.